# Geranium bellum
Geranium bellum är en näveväxtart som beskrevs av Joseph Nelson Rose. Geranium bellum ingår i släktet nävor, och familjen näveväxter. Inga underarter finns listade i Catalogue of Life.